# Мамброта (Верона)
Мамброта је насеље у Италији у округу Верона, региону Венето.
Према процени из 2011. у насељу је живело 327 становника. Насеље се налази на надморској висини од 32 м.